# Sébastien Leclerc

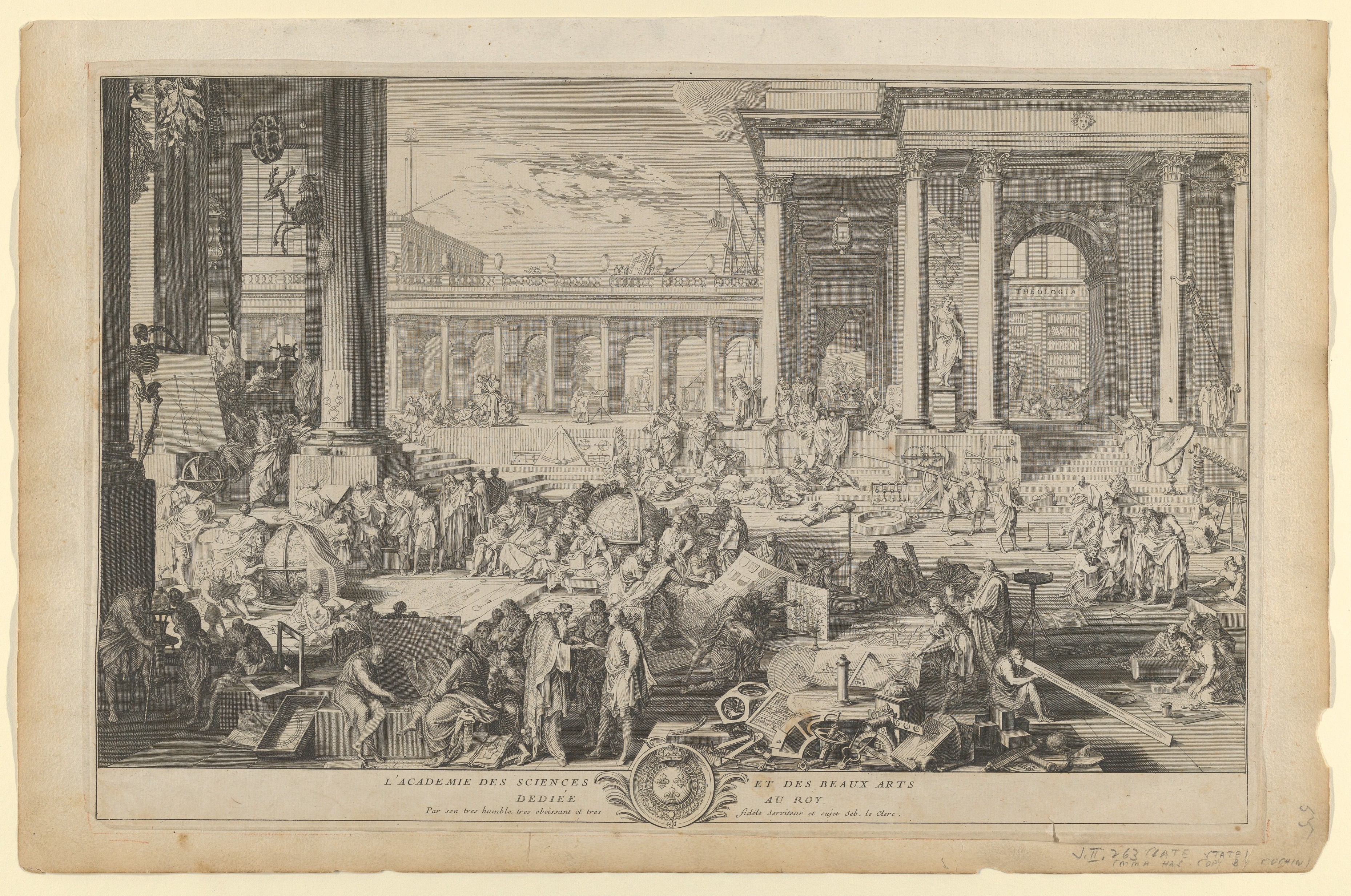
La Academia de las Ciencias y las Bellas Artes (1698), Museo Metropolitano de Arte, Nueva York

Sébastien Leclerc, también llamado Sébastien Leclerc I o Sébastien Leclerc el Viejo (Metz, 26 de septiembre de 1637–París, 25 de octubre de 1714) fue un ingeniero militar, pintor y grabador francés. 

## Biografía
Hijo de un orfebre, del que aprendió el oficio, fue un artista precoz, ya que su primer grabado está fechado en 1650, a los trece años. Realizó la carrera de ingeniero militar, que compaginó con el arte como afición. En 1665 se instaló en París, donde entró en el círculo del pintor Charles Le Brun. En 1669 publicó una Práctica de la Geometría ilustrada por él mismo. Fue profesor de Geometría y Perspectiva en el taller de los Gobelinos y en la Real Academia de Pintura y Escultura. En 1714 publicó un Tratado de arquitectura.
Autor prolífico, realizó unas cuatro mil obras, la mayoría grabados y dibujos, preferentemente paisajes, escenas religiosas —sobre todo de la vida de Cristo— y militares —conquistas de Luis XIV—, con un estilo rápido y simple que denota la influencia de Jacques Callot. Fue artífice de la lujosa edición ilustrada de Las Metamorfosis de Ovidio (1676), así como las ilustraciones de El Paseo de San Germán y la Historia de Turena.
Su hijo Sébastien Leclerc II fue también pintor.